# Tajne Stowarzyszenie Królewskich Sióstr i Braci
Tajne Stowarzyszenie Królewskich Sióstr i Braci (oryg. Secret Society of Second-Born Royals) – amerykański fantastycznonaukowy film akcji o superbohaterach z 2020 roku w reżyserii Anny Mastro. Jego scenariusz napisali Alex Litvak i Andrew Green.
Film zadebiutował na Disney+ 25 września 2020 roku.

## Opis fabuły
Zbuntowana księżniczka Illirii, Sam, odkrywa w sobie nadnaturalne zdolności i zostaje zaproszona do tajnego stowarzyszenia podobnych sobie członków rodzin królewskich, których zadaniem jest dbanie o bezpieczeństwo świata. Wraz z grupą królewskich rekrutów dziewczyna rozpoczyna szkolenie na specjalnym, ściśle tajnym obozie.

## Obsada
źródło:
- Peyton Elizabeth Lee – Sam
- Niles Fitch – Tuma
- Isabella Blake-Thomas – January
- Olivia Deeble – Roxana
- Noah Lomax – Mike
- Faly Rakotohavana – Matteo
- Ashley Liao – Eleonora
- Samuel Page – Robert
- Sofia Pernas – Anna
- Élodie Yung – Królowa Catherine

### Wersja polska
źródło:
- Natalia Kujawa – Sam
- Maciej Falana – Tuma
- Milena Staszuk – January
- Justyna Kowalska – Roxana
- Marcin Franc – Mike
- Mateusz Jakubiec – Matteo
- Karolina Gwóźdź – Eleonora
- Krzysztof Grabowski – Edmund
- Paulina Holtz – Królowa Catherine

## Produkcja
W marcu 2019 ogłoszono, że film pojawi się na Disney+ z producentami wykonawczymi Austinem Winsbergiem i Mikiem Karzem. Zdjęcia odbywały się w Toronto od 6 maja do 29 czerwca 2019 roku.

## Wydanie
Film początkowo miał zostać wydany 17 lipca 2020 roku. Ostatecznie film pojawił się na Disney+ 25 września 2020 roku.